# Жемовский сельсовет
Жемовский сельсовет — упразднённая административно-территориальная единица, существовавшая на территории Рязанской губернии и Московской области до 1968 года.
Жемовский сельсовет был образован в первые годы советской власти. В конце 1920-х годов он входил в состав Зарайской волости Зарайского уезда Рязанской губернии.
В 1929 году Жемовский с/с был отнесён к Зарайскому району Коломенского округа Московской области.
17 июля 1939 года к Жемовскому с/с были присоединены селения Маслово и Дятлово-2 упразднённого Верхне-Масловского с/с.
12 апреля 1952 года из Трасненского с/с в Жемовский было передано селение Соколово, однако позднее оно было возвращено обратно.
14 июня 1954 года к Жемовскому с/с был присоединён Мендюкинский с/с.
1 февраля 1963 года Зарайский район был упразднён и Жемовский с/с вошёл в Коломенский сельский район. 11 января 1965 года Жемовский с/с был передан в восстановленный Зарайский район.
20 декабря 1966 года из Трасненского с/с в Жемовский было вновь передано селение Соколово.
10 сентября 1968 года Жемовский с/с был упразднён, а все его населённые пункты включены в Струпненский с/с.